# Aliança de Quintino
O Aliança era um rancho carnavalesco da cidade do Rio de Janeiro, tendo sua sede no bairro de Quintino, mesmo bairro dos famosos Decididos e Aliados, este último uma dissidência sua.
Desfilou, entre outras ocasiões, no ano de 1957, na Avenida Rio Branco (Rio de Janeiro), juntamente com outros 10 ranchos.
Com a decadência dos ranchos, o Aliança acabou tendo o mesmo destino dos seus coirmãos, a extinção.